# Vídeňský krátkozobý rejdič
Vídeňský krátkozobý rejdič je plemeno holuba domácího podobné a blízce příbuzné pražskému krátkozobému rejdiči.
Je to holub malého tělesného rámce s nevýrazně kostkovitou hlavou, velice krátkým zobákem a očima lemovanýma silně vyvinutou vrásčitou obočnicí. Tvar hlavy je dán třemi hrbolky, dvěma nad očima a jedním hrbolkem týlním, hlava je však méně výrazná než u pražského krátkozobého rejdiče. Zobák je velmi krátký, silný, klínovitého tvaru a je vodorovně nasazený. Oči ptáka jsou velké, většinou perlové, obočnice je dvoukroužková. Krk je ve své horní části mírně lomený, tělo má vídeňský krátkozobý rejdič malé, jemné, vodorovně nesené, hruď je dobře vyvinutá a klenutá, záda široká a klínovitá. Křídla jsou krátká,  dobře složená a kryjící hřbet. Nohy jsou nízké, červené, neopeřené.
Od pražského krátkozobého rejdiče se vídeňský krátkozobý rejdič liší hlavně nasazením zobáku, odlišení těchto dvou plemen je ale velice obtížné a je možné jen na typických jedincích. Vídeňský krátkozobý rejdič je v tomto smyslu méně prošlechtěnou verzí pražského rejdiče.